# Adam Lizakowski
Adam Lizakowski (ur. 24 grudnia 1956 w Dzierżoniowie) – polski tłumacz, poeta i fotograf.

## Życiorys
Urodził się w Dzierżoniowie. Mieszkał w Pieszycach i pracował w Zakładowym Domu Kultury „Prządka” na stanowisku instruktora teatralnego. W grudniu 1981 r., w momencie wprowadzenia stanu wojennego, przebywał w Austrii, gdzie otrzymał azyl polityczny w marcu 1982 roku, a w czerwcu zdecydował się na emigrację do USA. Mieszkał w San Francisco od 1982 w 1988 przyjął obywatelstwo amerykańskie, a w 1991 przeniósł się do Chicago. Po 35 latach emigracji w Ameryce w 2016 roku powrócił na stałe do Polski.
Debiutował w czerwcu w 1980 roku u poety Tadeusza Nowaka na łamach ogólnopolskiego „Tygodnika Kulturalnego” wydawanego w Warszawie. Na emigracji publikował w wielu pismach Polonii amerykańskiej m.in.: w „Dzienniku Związkowym”, „Relaksie”, kalifornijskim miesięczniku „Razem”, „Gwieździe Polarnej” kanadyjskim magazynie „Aha”, „Dzienniku Chicagowskim”, „Reklamie” oraz nowojorskim czasopiśmie „Nowy Dziennik” w dodatku kulturalnym „Przegląd Polski”. W 2009 został członkiem redakcji miesięcznika „Życie Kolorado” wydawanego w Denver w stanie Kolorado. Od 1988 roku dzięki rekomendacji Czesława Miłosza 21 jego wierszy publikowano na łamach paryskiej „Kultury” aż do śmierci jej redaktora w 2000 roku. Także za pośrednictwem poety z Berkeley A. Lizakowski publikował swoje wiersze w krakowskim „Tygodniku Powszechnym”.
Jego twórczość była tłumaczona na języki: angielski, arabski, białoruski, chiński, francuski, hebrajski, hiszpański, litewski, rosyjski, niemiecki, i ukraiński.
Współzałożyciel grup poetyckich „Krak” w Los Angeles – San Francisco oraz „Niezapłacony Rent” w Chicago. Redaktor naczelny miesięcznika społeczno-kulturalnego „Razem” wydawanego w San Francisco w latach 1986–1989 i kwartalnika poetyckiego „Dwa Końce Języka” w latach 1993–1996 w Chicago. W Polsce współpracuje z „Zeszytami Poetyckimi” oraz „Rocznikiem Dzierżoniowskim. Jest członkiem Stowarzyszenia Pisarzy Polskich od 1993 r.
Tłumacz poezji amerykańskiej m.in. Walta Whitmana, Williama C. Williamsa, Allena Ginsberga, Langstona Hughesa, Mai Angleou, Charlesa Simica, Louise Glück, Carl Sandburga oraz Boba Dylana. Także z języka angielskiego przełożył ponad 50 wierszy chińskiego filozofa i poety Laozi oraz wiele wierszy Rumiego, perskiego poety z XII w. Od wielu lat promotor kultury polskiej za granicą, organizator ponad 200 spotkań literacko-artystycznych od San Francisco po Chicago. Studiował creative writing poetry na Columbia College Chicago (BA) i Northwestern University w Chicago (MA). Jego profesorami byli między innymi tacy amerykańscy poeci jak: Tony Trigilio, David Trinidad, Ed Roberson czy Reginald Gibbons.

## Twórczość

### Sztuki teatralne
- Człowiek, który myślał, że jest koniem – komedia (1988)
- Czterech – tragikomedia (1993)
- Wódz – dramat (2004)
- Piotr Włast – dramat (2005)
- Piotr Włast, sztuka teatralna. Pierwsze publiczne czytanie pierwszego aktu podczas zebrania „Towarzystwa Miłośników Dzierżoniowa”. Dzierżoniów – jesień 2005.
- Wódz, sztuka teatralna publikowana w odcinkach w tygodniku „Reklama” – w 2007 roku – wydawanym w Chicago. Redaktor naczelny Wojciech Laskowski.
- Wódz, sztuka teatralna publikowana w miesięczniku „aha!” – w numerze 16 (173), 2010 – wydawanym w Vancouver, Kanada. Wydawca i redaktor naczelny Andrzej Jar.

### Tomiki wierszy
- Cannibalism Poetry (1984)
- Anteroom Poetry (1986)
- Wiersze Amerykańskie (1990)
- Złodzieje Czereśni wydanie amerykańskie. Wyd. Artex Publishing. Stevens Point (1990)
- Współczesny Prymitywizm Wyd. Niezapłacony Rent. Chicago (1992)
- Nie Zapłacony Czynsz. Wiersze pieszyckie z rysunkami Grzegorza Marszałka. Wyd. OBOK Dzierżoniów (1996)
- Na kalifornijskim brzegu (1996)
- Chicago Miasto Nadziei (1998)
- Złodzieje Czereśni. Wyd. Grupa Poetycka Niezapłacony Rent. Polskie wydanie polskie (2000)
- Legenda o Poszukiwaniu Ojczyzny (2001)
- Chicago City of Hope in Poetry and Photography (2005)
- Dzieci Gór Sowich (2007)
- Chicago miasto wiary. City of belief. Wydawnictwo Książkowe IBIS. Wydanie dwujęzyczne. Warszawa (2008)
- Pieszyckie Łąki (2010)
- 156 Listów poetyckich z Chicago do Pieszyc Wyd. Urząd Miasta Pieszyce (2012)
- Bogaty Strumień – Dzierżoniów. Wyd. Urząd Miasta Dzierżoniów (2012)
- Wiersze spod Krzywej Wieży. Wyd. Urząd Miasta Ząbkowice Śląskie (2014)
- Bielawa Randka Trzech Sylab. Wyd. Seria Sudecka proza i poezja. Bielawa (2014)
- 40 Listów Poetyckich z Chicago do Pieszyc. Wydanie dwujęczyne po polsku i angielsku. Wyd. The Fahrenheit Center for Study Abroad. Chicago. USA (2014)
- Dziennik pieszycki. Seria Sudecka poezja i proza tom XVII. Wydawnictwo: Miejska Biblioteka Publiczna w Bielawie. Bielawa (2016)
- Jak zdobyto Dziki Zachód. Wiersze i poematy. Wyd. Wojewódzka Biblioteka Publiczna i Centrum Animacji Kultury w Poznaniu (2017)
- Gdybym twą miłość miał Ameryko! Wybór wierszy. Wyd. Literary Waves Publishing. Londyn (2022)[2]
- Pieszycka księga umarłych. Kolekcja Literacka. Seria III tom I. Ilustracje Piotr Wojciechowski. Wyd. Stowarzyszenie Pisarzy Polskich. Oddział Warszawski (2022)

### Proza
- Słownik idiomów amerykańskich, Wydawnictwo Grupa Poetycka Niezapłacony Rent. Chicago (1996)
- Kuzyn Józef albo emigracja loteryjna po roku 1989 do Ameryki, czyli wyprawa po złote runo. Wyd. Adam Marszałek. Toruń (2003)
- Zapiski znad Zatoki San Francisco. Wyd. Otwarty Rozdział. Rzeszów (2004)
- Czy poeta Czesław Miłosz był kosmitą? Seria Sudecka poezja i proza. Tom  XLVI. Wydawnica: Miejska Biblioteka Publiczna w Bielawie. Bielawa (2024)
- Czesław Miłosz w Ameryce.  Na podstawie wspomnień i fotografii Adama Lizakowskiego.  Wyd.Książnica Podlaska im. Łukasza Górnickiego  w Białymstoku. Redakcja Kamil K. Pilichiewicz.Białyskok (2024)
- Czesław Miłosz. Portretowany z pamięci przez Adama Lizakowskiego. Wstęp, wybór opracowanie i komentarz Beata Hebzda-Sołogub. Wydawca: Forum Dialogu Między Kulturami. Dzierżoniów (2025)

### Wybrane publikacje
- Zapiski Znad Zatoki San Francisco w odcinkach w tygodniku „Gwiazda Polarna” – w latach 1995/1996 – wydawanym w Stevens Point w stanie Wisconsin. Redaktor naczelny Jacek Hilger
- List znad jeziora Michigan. Aktor polonijny do wynajęcia. „Przegląd Artystyczno-Literacki”. Nr 1–2 (95–96). Styczeń–luty 2000. Toruń
- Kuzyn Józef, albo emigracja loteryjna do Ameryki, czyli wyprawa po złote runo. Akcent. Literatura i sztuka. Kwartalnik. Nr 1–2 (91–92) 2003. Lublin
- Czy warto być poetą? „Pracownia. Pismo Literackie”. Kwartalnik. Nr 32 (2. 2003). Wydawca Ostrołęckie Centrum Kultury
- Zapiski Znad Zatoki San Francisco. Stowarzyszenie Literacko-Artystyczne Fraza. Seria: Biblioteka Fraza. Otwarty Rozdział. Rzeszów 2004
- Zapiski Znad Zatoki San Francisco w odcinkach w tygodniku „Reklama” – w latach 2007/2008 – wydawanym w Chicago. Redaktor naczelny Wojciech Laskowski
- Zapiski Znad Zatoki San Francisco w odcinkach w miesięczniku „Życie Kolorado” (od roku 2011) wydawanym w Denver w stanie Kolorado. Wydawca i redaktor Katarzyna Hypsher
- Allen Ginsberg w Polsce. Andrzej Pietrasz rozmawia z Adamem Lizakowskim o Allenie Ginsbergu. 2014, wydawnictwo: Semper. Warszawa
- Langston Hughes (1902–1967). Najczarniejszy poeta białej Ameryki. Podgląd. Kwartalnik literacki OW SPP. Nr 1 (4). 2016. Warszawa
- O twórczości Adama Lizakowskiego. Stanisław Stanik. „Poezja Dzisiaj”. Nr 121/122. 2017. Warszawa
- Poeta, tylko głowa nie ta. „Podgląd”. Kwartalnik literacki OW SPP. Nr 3 (14). 2018. Warszawa
- Czy są jeszcze jacyś ludzie pióra na emigracji? „Fraza”. Poezja Proza Esej. Nr 3 (105). 2019. Rzeszów
- Buty z hiszpańskiej skóry, czyli toksyczna miłość (Boba Dylana). „Zeszyty Ciechanowskie”. Nr 22. 2020. Związek Literatów na Mazowszu. Ciechanów
- Moje spotkania z Adamem Zagajewskim. „Fraza”. Poezja Proza Esej. Nr 1–2 (111–112). 2021. Rzeszów
- Norwid w Nowym Yorku. Lubuskie Pismo Literacko-Kulturalne „Pro Libris”. Nr 3–4 (76–77) 2021. Zielona Góra
- Przemyślenia własne na temat książki Magdaleny Grochowskiej pt. Różewicz. Rekonstrukcja (tom1). Lubuskie Pismo Literacko-Kulturalne „Pro Libris”. Nr 1–2 (78–79) 2022. Zielona Góra
- Giedroyc – Norwidem? Miesięcznik Społeczno-Kulturalny „Śląsk”. Nr 4 (319). Kwiecień 2022. Katowice
- Jak zostałem Noblistą? Miesięcznik Społeczno-Kulturalny „Śląsk”. Nr 5 (320). Maj 2022. Katowice
- Wiersze kalifornijskie. Miesięcznik „Twórczość” 2 (927). Luty 2023 r. Warszawa
- Piotr Janicki. „Epea. Pismo literackie”. Syriusz C. Nr 1/2022 (8). Książnica Podlaska im. Łukasza Górnickiego w Białymstoku. 2022. Białystok
- Jerzy Sikora, Poetyckie wskrzeszanie umarłych, „Nowy Napis Co Tydzień”, 2023. Nr 197. Kraków
- Siedem wierszy Charlesa Simica w przekładach z języka angielskiego Adama Lizakowskiego. Format Literacki. Nr 7 (2023). Wyd. SPP we Wrocławiu
- „Piszę, aby zirytować Boga i rozśmieszyć śmierć”. Charles Simic (1938–2023). Dziesięć wierszy Charlesa Simica w przekładzie z jęz. ang. Adama Lizakowskiego. „Topos”. Dwumiesięcznik Literacki. Nr 3 (187). 2023. Gdynia
- Adam Lizakowski, Rzeczywistość przygląda się poezji (J. Sikora, Życie bez karnawału: szkice krytycznoliterackie). „Topos”. Nr 4 (188) 2023. Dwumiesięcznik Literacki. Gdynia
- Adam Lizakowski. Z „Pieszyckiej księgi umarłych”. Poezja–Proza–Eseje–Sztuki Wyzwolone. „Format Literacki”. Nr 9 (2023). Listopad 2023. Wrocław
- Adam Lizakowski. Czy warto być poetą? Format LIteracki. Nr 11(2024). Kwiecień 2024. Wrocław
- Adam Lizakowski. Panie Epikur, pisać wierszy nie przestanę. (Sas, Plecionka z sitowia). "Topos". Dwuniesięcznik Literacki. Nr3 (193) 2024. Gdynia.
- Adam Lizakowski. Ameryki Miłosza. Kwartalnik Artystyczny. Kujawy i Pomorze.  Nr 122. (2/2024). Lato 2024
- Adam Lizakowski. Trzy wiersze. Kwartalnik Artystyczny. Kujawy i Pomorze. Nr 124.  (4/2024). Zima 2024
- Adam Lizakowski. Sześć wierszy. Epea. Pismo Literackie. Nr 14 (01/2025). Lato 2025.Wydawca. Księżnica Podlaska w Białymstoku.

### Słuchowiska radiowe
- Zapiski znad Zatoki San Francisco (1997/1998). Promocja „Zapisków” w odcinkach w stacji radiowej WPNA, 1490 AM Oak Park/Chicago/IL., w codziennym programie radiowym pt. „Sami Swoi” prowadzonym przez Małgorzatę i Andrzeja Kieszów. Czytał Andrzej Kiesz.
- Zapiski Znad Zatoki San Francisco (2004–2005). Promocja „Zapisków” w odcinkach w stacji radiowej WNWI – 1080 AM Oak Lawn/Chicago/IL., w codziennym programie radiowym pt. „Wietrzne Radio” prowadzonym przez Maćka Barana i Janusza Bosowskiego. Czytał autor Adam Lizakowski.
- 156 Listów Poetyckich z Chicago do Pieszyc (wiosna 2013). Czytanie wszystkich listów w odcinkach w codziennym programie radiowym pt. „Radio Przeciek” nadawanym od poniedziałku do piątku przez stację WNWI – 1080 AM, Oak Lawn/Chicago/IL. Czytał prowadzący ten program Jarosław Maculewicz.

## Nagrody literackie
- Golden Poetry Award – Sacramento (1987)
- Golden Poetry Award – Sacramento (1990)
- Międzynarodowy Konkurs Poetycki im. Marka Hłaski w Wiedniu (1990)
- Międzynarodowy Konkurs „Zachodnie losy Polaków” im. gen. Stanisława Maczka na pamiętnik emigranta z lat 1939–1989, pierwsza nagroda za „Zapiski znad Zatoki San Francisco” (1996)
- Nagroda Fundacji Władysława i Nelli Turzańskich z Kanady, przyznana za szczególne osiągnięcia w dziedzinie kultury polskiej. Adam Lizakowski otrzymał nagrodę za „całokształt twórczości poetyckiej, ze szczególnym uwzględnieniem tomów „Złodzieje czereśni. Wiersze i poematy” oraz „Legenda o poszukiwaniu ojczyzny”, charakteryzujących się „niezwykłą precyzją słowa i stanowiących oryginalną, inspirującą artystycznie formę ekspresji dla wyrażenia pełnej skali doświadczeń emigracyjnej egzystencji” (2000)[3]
- „Laur UNESCO”. Nagrodę wręczono 10 kwietnia 2008 r. podczas inauguracji VIII Światowego Dnia Poezji, który organizowany jest pod patronatem Polskiego Komitetu ds. UNESCO i Ministra Kultury w Warszawie (2008)
- Pierwsze miejsce w konkursie pt. „Old Father William’s Frabjous and Curious Poetry Contest”, organizowanym przez Caffeine Theatre w Chicago (2010)
- Pierwsze miejsce w konkursie organizowanym przez Columbia College Chicago, Department of English, School of Liberal Arts and Sciences Poetry Award (formerly the Elma Stuckey Poetry Award) (2010)
- The David R. Rubin Scholarship recipient. Chicago, 28 marca 2011.
- Nagroda im. Klemensa Janickiego. Bydgoszcz 2013 – w uznaniu zasług dla literatury polskiej. Jak zaznaczyła Kapituła w liście do poety: „Podkreślamy literackie i humanistyczne treści Pana twórczości i jesteśmy dumni, że znajdzie się Pan w gronie naszych laureatów”.
- Pierwsze miejsce w międzynarodowym konkursie dla Polaków pn. „Jeden Dzień. Polska, jaką pamiętam”. Australia, 2014 r.
- Złota Sowa Polonii, nagroda redakcji pisma Polonii w Austrii „Jupiter”, organu Klubu Inteligencji Polskiej w Austrii i Federacji Kongres Polonii w Austrii („redakcja pisma polonijnego „Jupiter” zorganizowała po raz dziesiąty Złote Sowy Polonii dla osób wyróżniających się nie tylko talentem i dokonaniami, aktywnością, kulturą osobistą, postawą moralną, ale i społeczną – życzliwością i umiejętnością współpracy z polonijnymi środowiskami. Działających ponad podziałami i broniących dobrego imienia Polski i Polaków na emigracji. Takie polonijne „Oskary”. Przyznawane Polonii przez Polonię – Adam Lizakowski, USA. Poeta. Wiedeń, 21 marca 2015 r.”)[4]

## Wyróżnienia
- Honorowy Członek Towarzystwa Dolnośląskiego w Chicago (Chicago, 2001)
- Medal Zasłużony Dla Miasta Dzierżoniowa (Dzierżoniów, 2005)
- Honorowy Obywatel Gminy Pieszyce (Pieszyce, 2008)
- Odznaczony brązowym medalem „Gloria Artis” przez Ministra Kultury (2010)[5]
- Odznaczony Krzyżem Kawalerskim Orderu Zasługi RP przez Prezydenta RP (2012)[6]
- Medal z okazji 50 Lat Nadania Praw Miejskich Pieszycom 1962–2012. Pieszyce (2012)
- Uhonorowany rezolucją Rady Miasta Chicago za promocję miasta w swojej twórczości poetyckiej. Zaszczytne wyróżnienie w imieniu Rady Miasta Chicago wręczył Alderman Rey Colon z 35th Ward (Chicago 28 maja 2014)
- Otrzymał Odznakę Honorową Złotą Zasłużony dla Województwa Dolnośląskiego. Nr odznaki 625. Barbara Zdrojewska. Wrocław, dnia 25 września 2014 r.
- Uhonorowany rezolucją State of Illinois. House of Representatives. 98th General Assembly. House of Resolution No. 1249. Offered by Representative Jaine M. Andrade, Jr. – Robert F. Martwick Jr. Rezolucja jest podziękowaniem A. Lizakowskiemu za działalność poetycką na niwie dwóch kultur, polskiej i amerykańskiej (Springfield, Illinois, 19 listopada 2014)
- Dyplom Honorowego Członka Polish American Chamber of Commerce w Chicago został wręczony Adamowi Lizakowskiemu w dniu 27 stycznia 2015 r. w Chicago.
- Medal Stulecia Odzyskanej Niepodległości, przyznany 30 stycznia 2020, a wręczony przez Wojewodę Dolnośląskiego we Urząd Wojewódzki we Wrocławiu. 8 czerwca, 2020.
- Odznaczony Krzyżem Kawalerskim Orderu Odrodzenia Polski za wybitne zasługi w popularyzowanie polskiej kultury i literatury, oraz za osiągnięcia w pracy twórczej, przez prezydenta Rzeczypospolitej Polskiej (Warszawa, 17 marca 2020)[7]